# Matthew Dellavedova
Matthew Dellavedova (Maryborough, 8 settembre 1990) è un cestista australiano di origini italiane.

## Biografia
Il padre di Matt, Mark Dellavedova, è di nazionalità australiana ma di origini italiane da cinque generazioni. Un suo avo lasciò l'Italia nel 1860 partendo dal comune di Tirano, in provincia di Sondrio. Il cognome, pur relativamente poco diffuso in Italia, è mantenuto da poco più di cinquecento famiglie, stanziate soprattutto in Friuli, Veneto e Lombardia.

## Caratteristiche tecniche
Di ruolo playmaker, è un giocatore dotato di grande foga agonistica.Noto soprattutto per le sue doti di difensore.

## Carriera

### NBA (2013-2021)

#### Cleveland Cavaliers (2013-2016)
È balzato agli onori della cronaca nel 2012, quando ha giocato molto bene le Olimpiadi di Londra per la sua nazionale, senza aver mai ufficialmente giocato neanche una partita da professionista. All'epoca era ancora studente del Saint Mary's College of California, luogo di crescita per molti talenti australiani (l'Ateneo è infatti gemellato con l'Australian Institute of Sport, la più grande scuola di formazione per talenti sportivi in Australia). Nella sua carriera collegiale ha vinto 2 tornei di conference e ben due titoli di regular season di conference. A livello internazionale ha partecipato a tre tornei internazionali con la maglia australiana, tanto da diventare nel 2009, ancora diciottenne, il più giovane giocatore australiano di sempre a partecipare a una competizione della FIBA.
Nel 2013 si candidò (dopo 4 anni al college) al Draft NBA 2013; tuttavia DellaVedova non venne scelto da nessuna franchigia. Partecipò con i Cleveland Cavaliers alla Summer League di Las Vegas, in seguito alla quale, a settembre, firmò per una stagione proprio con i Cavs, in cui fece subito da riserva a Kyrie Irving, play statunitense, ma che come DellaVedova è nato in Australia. Nelle prime due stagioni entrò sempre dalla panchina, fornendo un apporto medio di 4 punti e 3 assist, ma nella sfida di domenica del 7 giugno 2015, alle Finals 2015 contro i Golden State Warriors (valida per gara 2 delle finali playoff), sfornò una delle migliori prestazioni della sua carriera, garantendo la vittoria dei Cleveland Cavaliers e annullando difensivamente Stephen Curry per la maggior parte dell'incontro. Al termine di gara-2 DellaVedova finì in ospedale per crampi e disidratazione. In gara-3 il play australiano arrivò a ripetersi con uno score di 20 punti (terzo giocatore a non essere stato scelto al draft a realizzare almeno 20 punti in una finale NBA), 5 rimbalzi e 4 assist, risultando insieme a LeBron James decisivo per la vittoria dei Cavs. Tuttavia a vincere l'anello furono i Warriors in 6 gare.

Nella stagione 2015-16 Dellavedova rinnovò il contratto con i Cleveland Cavaliers, dove rimase sempre come playmaker di riserva di Kyrie Irving. Tuttavia col cambio di coach che avvenne in gennaio (ovvero Tyronn Lue che rimpiazzò l'esonerato David Blatt) DellaVedova fece più fatica a inserirsi nel gioco del nuovo allenatore, tanto che lui venne quasi estromesso dalle rotazioni di coach Lue nelle NBA Finals (a cui i Cavs arrivarono dopo aver eliminato nei playoffs per 4-0 Detroit Pistons e Atlanta Hawks e 4-2 i Toronto Raptors) dove gli venne preferito Mo Williams a fare da play di riserva a Kyrie Irving. Nelle Finals i Cavaliers riaffrontarono i Golden State Warriors e si presero la loro rivincita vincendo la serie finale 4-3 dopo essere stati sotto per 1-3, essendo i primi in assoluto a realizzare tale rimonta. DellaVedova diventò così il sesto cestista australiano in assoluto ad aver vinto l'anello NBA.

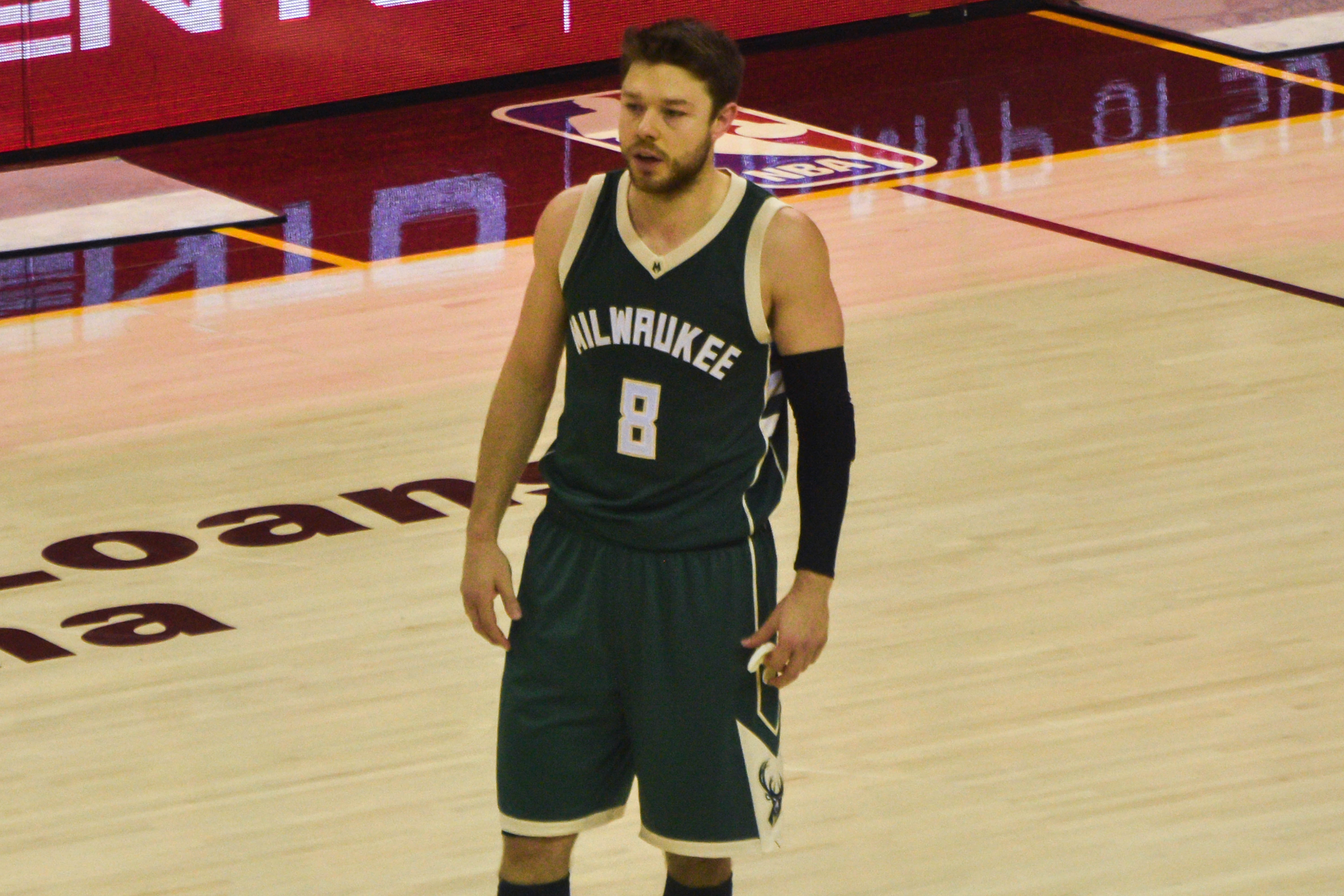
Dellavedova con la canotta dei Milwaukee Bucks

#### Milwaukee Bucks (2016-2018)
Nella free agency dell'estate 2016 lasciò i Cavs, tramite un contratto sign-and-trade, per firmare un nuovo contratto quadriennale da 38 milioni di dollari con i Milwaukee Bucks. A Milwaukee ebbe spesso il posto da titolare, anche se più volte al suo posto da titolare partì Malcolm Brogdon, rookie di ruolo guardia adattato a giocare da playmaker. Su 76 partite ne giocò 54 da titolare nel corso della stagione, mentre nei playoffs partì sempre dalla panchina subentrando a Brogdon. Nella stagione successiva Delly giocò molto meno (solo 38 partite, la metà in meno dell'anno passato) anche a causa di un infortunio che gliene fece saltare 15 di fila, rientrando contro i Cleveland Cavaliers sua ex-squadra partendo titolare giocando 11 minuti totali (segnando 6 punti).

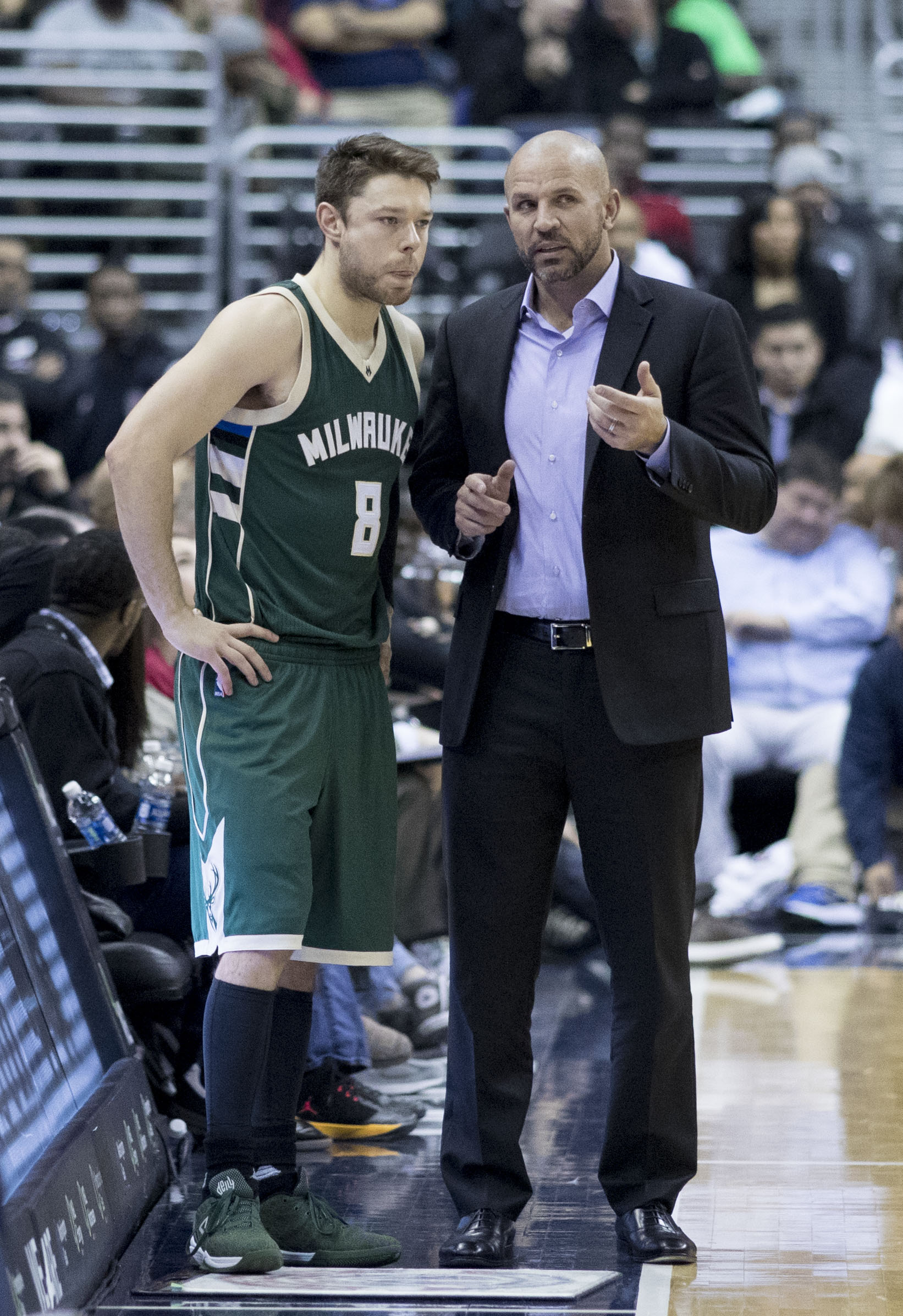
DellaVedova a colloquio con il suo ex coach ai Bucks Jason Kidd

Con l'arrivo di Mike Budenholzer in panchina e l'arrivo al Draft 2018 di Donte DiVincenzo (anch'egli playmaker di origini italiane, ma statunitense) Dellavedova trova meno spazio nelle rotazioni dei Bucks tanto da lasciare la squadra nel dicembre dello stesso anno.

#### Ritorno ai Cleveland Cavaliers (2018-2021)
L'8 dicembre 2018 venne ceduto in una trade a tre squadre (che coinvolse anche i Washington Wizards) e i Cleveland Cavaliers, facendo così ritorno in Ohio. Al termine stagione 2020-21, costellata da infortuni e senza trovare troppo spazio, “Dely” diventa free agent.

#### Melbourne United (2021-2022)
Il 9 Luglio 2021 Matthew Dellavedova saluta la NBA, il giocatore australiano firma un contratto con il Melbourne United, squadra campione in carica della NBL australiana. Qui viaggia a buone cifre 10,6 punti, 3,1 rimbalzi e 4,8 assist di media. Il 16 Gennaio 2022 realizza 33 con 9 assist contro gli Illawarra Hawks. La squadra australiana perderà 2-1 al primo turno di playoff.

### Ritorno in NBA (2022-2023)

#### Sacramento Kings (2022-2023)
Il 29 luglio 2022 firma un contratto di un anno con i Sacramento Kings, franchigia californiana notevolmente in crescita anche grazie agli arrivi di Domantas Sabonis e Malik Monk; così giocherà la sua 10ª stagione in NBA. I Kings chiudono la stagione regolare con un record di 48-34 al 3º posto della western Conference tornando così ai playoff off dopo 17 anni (ultima volta nel 2006). Dellavedova non trova molto spazio, gioca soltanto 32 partite, ma risulta un ottimo veterano grazie alla sua leadership e competitività essendo il giocatore più vecchio della franchigia. Il 29 marzo 2023, nella vittoria contro i Portland Trail 
Blazers, riporta una frattura all’indice destro che lo costringe a saltare i play off persi a gara 7 contro i Golden State Warriors.

## Nazionale
Dellavedova con la nazionale australiana esordì nel 2009 a 18 anni nei campionati oceanici dove ottenne un argento, ma l’australiano avrà possibilità di rifarsi nelle successive tre edizioni vincendo rispettivamente tre ori consecutivi (nel 2011, 2013, 2015). Ha partecipato alle Olimpiadi di Londra 2012  (primo suo grande torneo con i Boomers) dove l’Australia viene fermata dagli Stati Uniti ai quarti di finale per 119 a 89, in fine gli australiani si piazzano al 7º posto; dopo la vittoria dei campionati oceanici partecipa alla Coppa del Mondo 2014 in Spagnadove l’Australia viene eliminata agli ottavi di finale dalla Turchia (vicecampioni del mondo in carica). Partecipò anche alle olimpiadi di Rio nel 2016 perdendo per un soffio la medaglia di bronzo contro la Spagna; nella competizione realizza anche due doppie doppie da 20 punti. Nel Agosto del 2019 partecipa con l’Australia alla Coppa del Mondo 2019, qui la squadra esprime un buon basket, piazzandosi al 4º posto; Dellavedova conclude il torneo con 8,9 punti, 4,3 rimbalzi e 6,3 assist di media, realizzando anche 24 punti nella gara d’esordio contro il Canada. Sarà in oltre una pedina fondamentale per la vittoria di una storica medaglia di bronzo alle Partecipa nel luglio del 2022 a due partite valide per la qualificazione al Mondiale. Nel Agosto 2023 pur essendo stato inserito tra i pre convocati, Dellavedova non parteciperà ai Coppa del Mondo 2023 in seguito al taglio di coach Brian Goorjian; questo gli servì come forte motivazione per partecipare all’Olimpiade dell’estate successiva. Infatti nel Luglio 2024 partecipa alla sua 4ª Olimpiade. Alle Olimpiadi di Parigi 2024 in un gruppo composto da tanti giovani talenti, e veterani come  Patty Mills  e Joe Ingles l’Australia ha gradi aspettative ma perde ai quarti di finale dopo un supplementare contro la Serbia. Realizza soltanto un canestro nel corso della competizione (una tripla contro la Grecia) ma le sue giocate difensive daranno energia ai Boomers.

## Statistiche
| † | Denota le stagioni in cui ha vinto il titolo |

### NCAA
| Anno      | Squadra            | PG  | PT  | MP   | TC%  | 3P%  | TL%  | RP  | AP  | PRP | SP  | PP   |
| --------- | ------------------ | --- | --- | ---- | ---- | ---- | ---- | --- | --- | --- | --- | ---- |
| 2009-2010 | Saint Mary's Gaels | 34  | 34  | 36,4 | 39,0 | 39,8 | 85,0 | 3,5 | 4,5 | 1,2 | 0,0 | 12,1 |
| 2010-2011 | Saint Mary's Gaels | 34  | 31  | 35,3 | 41,8 | 37,6 | 88,1 | 3,6 | 5,3 | 1,2 | 0,0 | 13,4 |
| 2011-2012 | Saint Mary's Gaels | 33  | 33  | 37,5 | 44,6 | 35,5 | 85,7 | 3,3 | 6,4 | 0,8 | 0,1 | 15,5 |
| 2012-2013 | Saint Mary's Gaels | 35  | 35  | 36,4 | 40,4 | 38,2 | 85,2 | 3,4 | 6,4 | 1,1 | 0,1 | 15,8 |
| Carriera  | Carriera           | 136 | 133 | 36,4 | 41,5 | 37,8 | 86,0 | 3,4 | 5,6 | 1,1 | 0,1 | 14,2 |

#### Massimi in carriera
- Massimo di punti: 32 vs Drexel (22 novembre 2012)[16]
- Massimo di rimbalzi: 8 vs Gonzaga (11 febbraio 2010)
- Massimo di assist: 12 (2 volte)
- Massimo di palle rubate: 5 (2 volte)
- Massimo di stoppate: 2 vs Pepperdine (19 gennaio 2012)
- Massimo di minuti giocati: 45 (2 volte)

### NBA

#### Regular season
| Anno       | Squadra             | PG  | PT | MP   | TC%  | 3P%  | TL%  | RP  | AP  | PRP | SP  | PP  |
| ---------- | ------------------- | --- | -- | ---- | ---- | ---- | ---- | --- | --- | --- | --- | --- |
| 2013-2014  | Cleveland Cavaliers | 72  | 4  | 17,7 | 41,2 | 36,8 | 79,2 | 1,7 | 2,6 | 0,5 | 0,1 | 4,7 |
| 2014-2015  | Cleveland Cavaliers | 67  | 13 | 20,6 | 36,2 | 40,7 | 76,3 | 1,9 | 3,0 | 0,4 | 0,0 | 4,8 |
| 2015-2016† | Cleveland Cavaliers | 76  | 14 | 24,6 | 40,5 | 41,0 | 86,4 | 2,1 | 4,4 | 0,6 | 0,1 | 7,5 |
| 2016-2017  | Milwaukee Bucks     | 76  | 54 | 26,1 | 39,0 | 36,7 | 85,4 | 1,9 | 4,7 | 0,7 | 0,0 | 7,6 |
| 2017-2018  | Milwaukee Bucks     | 38  | 3  | 18,7 | 36,2 | 37,2 | 92,6 | 1,7 | 3,8 | 0,4 | 0,0 | 4,3 |
| 2018-2019  | Milwaukee Bucks     | 12  | 0  | 8,1  | 31,6 | 36,4 | 100  | 0,8 | 2,4 | 0,2 | 0,0 | 1,7 |
| 2018-2019  | Cleveland Cavaliers | 36  | 0  | 19,9 | 41,3 | 33,6 | 79,2 | 1,9 | 4,2 | 0,3 | 0,1 | 7,3 |
| 2019-2020  | Cleveland Cavaliers | 57  | 4  | 14,4 | 35,4 | 23,1 | 86,5 | 1,3 | 3,2 | 0,4 | 0,0 | 3,1 |
| 2020-2021  | Cleveland Cavaliers | 13  | 1  | 17,2 | 25,0 | 16,0 | 100  | 1,8 | 4,5 | 0,3 | 0,1 | 2,8 |
| 2022-2023  | Sacramento Kings    | 32  | 0  | 6,7  | 34,0 | 33,3 | 57,1 | 0,4 | 1,3 | 0,2 | 0,0 | 1,5 |
| Carriera   | Carriera            | 479 | 93 | 19,4 | 38,5 | 36,3 | 83,5 | 1,7 | 3,5 | 0,4 | 0,0 | 5,2 |

#### Play-off
| Anno     | Squadra             | PG | PT | MP   | TC%  | 3P%  | TL%  | RP  | AP  | PRP | SP  | PP  |
| -------- | ------------------- | -- | -- | ---- | ---- | ---- | ---- | --- | --- | --- | --- | --- |
| 2015     | Cleveland Cavaliers | 20 | 7  | 24,9 | 34,6 | 31,6 | 78,1 | 2,1 | 2,7 | 0,5 | 0,0 | 7,2 |
| 2016†    | Cleveland Cavaliers | 20 | 0  | 12,1 | 35,1 | 25,8 | 75,0 | 0,8 | 2,8 | 0,1 | 0,1 | 3,9 |
| 2017     | Milwaukee Bucks     | 6  | 0  | 26,5 | 39,0 | 37,5 | 80,0 | 2,0 | 2,0 | 0,2 | 0,0 | 7,7 |
| 2018     | Milwaukee Bucks     | 6  | 0  | 13,0 | 33,3 | 22,2 | 100  | 0,8 | 2,7 | 0,3 | 0,0 | 2,0 |
| Carriera | Carriera            | 52 | 7  | 18,8 | 35,4 | 30,3 | 77,9 | 1,4 | 2,6 | 0,3 | 0,0 | 5,4 |

#### Massimi in carriera
- Massimo di punti: 21 vs Detroit Pistons (26 marzo 2014)[17]
- Massimo di rimbalzi: 10 vs Indiana Pacers (27 febbraio 2015)
- Massimo di assist: 14 vs Denver Nuggets (7 marzo 2020)
- Massimo di palle rubate: 4 vs San Antonio Spurs (23 novembre 2013)
- Massimo di stoppate: 2 (2 volte)
- Massimo di minuti giocati: 45 (2 volte)

## Palmarès
- Campionato NBA: 1

Cleveland Cavaliers: 2016
- Olimpiadi
 Tokyo 2020